# Hwajeong-dong, Gwangju
Hwajeong-dong (koreanska: 화정동) är en stadsdel i staden Gwangju i den sydvästra delen av Sydkorea, 270 km söder om huvudstaden Seoul. Den ligger i stadsdistriktet Seo-gu.

## Indelning
Administrativt är Hwajeong-dong indelat i:
| Namn    | Namn                 | Yta km² | Invånare 31 dec 2020 |
| ------- | -------------------- | ------- | -------------------- |
| 화정1동 | Hwajeong 1(il)-dong  | 1,20    | 15 935               |
| 화정2동 | Hwajeong 2(i)-dong   | 0,81    | 20 991               |
| 화정3동 | Hwajeong 3(sam)-dong | 0,74    | 10 349               |
| 화정4동 | Hwajeong 4(sa)-dong  | 1,00    | 15 880               |